# William Ball (El Gigante de Shropshire)
William 'Billy' Ball (1795-1852), El Gigante de Shropshire, fue un capataz de forja inglés, que se hizo conocido por su descomunal tamaño (con una estatura de 1,75 m, llegó a pesar más de 250 kg). Se convirtió en una atracción de feria itinerante, anunciado como "El hombre más grande de Gran Bretaña".

## Primeros años
Ball nació en junio de 1795 en Horsehay, Great Dawley, Shropshire, donde residiría a lo largo de toda su vida. Su fecha exacta de nacimiento no está registrada, pero fue bautizado el 8 de julio. Fue el primogénito de los cinco hijos de Thomas y de Elizabeth Ball de Horsehay. 
Cuando alcanzó la edad adulta, medía 5' 9" (1,75 m) y llegó a pesar más de cuarenta piedras (250 kg). Se decía que "su chaleco era tan grande, que podía abotonarse con tres hombres dentro".
En septiembre de 1819, a los 24 años, se casó con Mary Bailey. Tuvieron dos hijos, Eliza (1823-1824) y Thomas (1824-1839). En ese mismo año, tanto su esposa como su hija murieron. Thomas también murió joven, a los quince años. Al año siguiente, 1825, se casó con Margaret Wood (1790-c.1850), quien no le dio descendencia.
Era conocido localmente como un hombre alegre, con un trato muy agradable.

## Trabajador en una forja
A partir de los ocho años, estuvo empleado en el taller de forja de la Compañía Horsehay de Coalbrookdale, donde continuó durante cuarenta años (1843). Trabajó principalmente preparando lingotes de hierro pudelado en la forja y más adelante fabricando chapas de hierro.
El pudelado es una labor extremadamente extenuante, que requiere habilidad y una gran fuerza física. 'Big Billy Ball' fue inmensamente fuerte, y en una ocasión, supuestamente levantó una pieza de hierro que pesaba casi 450 kg para colocarla debajo del martillo de la forja. En el censo de 1841 declaró su ocupación como forjador. 
En 1843 quedó accidentalmente cegado en un ojo cuando fue golpeado por una pieza de hierro fundido. Después de este accidente, siempre llevaba un par de gafas de vidrio, y dejó de trabajar en el taller.

## John Bull
Después de abandonar la forja, se exhibió en las ferias del condado como "El hombre más grande de Gran Bretaña", apareciendo bajo el seudónimo de "John Bull". 
En 1850 se produjo el nacimiento de Alfred Darby II, un descendiente de la familia Darby, que se celebraría con una procesión. Ball fue elegido para dirigir esta procesión a caballo, junto con 'Little Bennie Poole', el hombre más pequeño que trabaja en la Compañía Coalbrookdale, montando un poni. Debido a su tamaño, Ball tuvo que ser subido a su caballo con un polipasto, al grito de "¡No me soltéis!" El caballo quedó tan malparado, que tuvo que sacrificarse. 
Figuró de nuevo en el censo del 30 de abril de 1851, pero sin especificar una ocupación.

### La Gran Exposición
Fue recibido como invitado y como miembro de una exhibición de celebridades, en la Gran Exposición de 1851 en Londres. Dado que ningún asiento de pasajeros en el tren a Londres era lo suficientemente grande para él, viajó en el furgón de los vigilantes. Esta iba a ser su última aparición pública importante.
Se decía que algunos hombres de negocios de Birmingham se burlaban de él por su tamaño: le preguntaban cuánto material se necesitaría y cuál sería el costo para hacerle un traje; pero después de que dijo que "si lo llevaban a un sastre, le tomaban medidas y le pagaban un traje, les daría la información que querían" ya no lo molestaron más.
No disfrutaba de su estancia en Londres, donde era blanco de los ladrones. Se fue deseando no volver a regresar jamás, y no deseaba viajar desde Horsehay nuevamente.

## Muerte
Murió el año después de su aparición en la Gran Exposición, en junio de 1852, a la edad de 57 años.
A su muerte, tuvo que ser sacado de su casa en Sandy Bank Row, Horsehay, quitando una ventana y los ladrillos circundantes. Hicieron falta diez hombres fuertes para cargar el ataúd, con correas y postes. Se decía que el féretro era tan grande, que "diez muchachos podían dormir en él". Aunque al funeral en la Iglesia de San Lucas en Doseley asistió una gran multitud, fue enterrado en una tumba sin nombre.